# Enric Casanova Peiró
Enric Casanova Peiró (La Font d'en Carròs, 16 de juliol de 1964) és un polític balear, diputat al Parlament de les Illes Balears en la IX legislatura.
Llicenciat en geografia i història. Militant del PSIB-PSOE, fou director del Servei d'Ocupació de les Illes Balears a Eivissa. Fou elegit regidor a l'ajuntament de Sant Josep de sa Talaia a les eleccions municipals espanyoles de 2011. Ha estat elegit diputat pel PSIB-PSOE per Eivissa a les eleccions al Parlament de les Illes Balears de 2015. És president de la Comissió d'economia i vicepresident de la comissió d'assumptes europeus del Parlament de les Illes Balears.